# 욕구

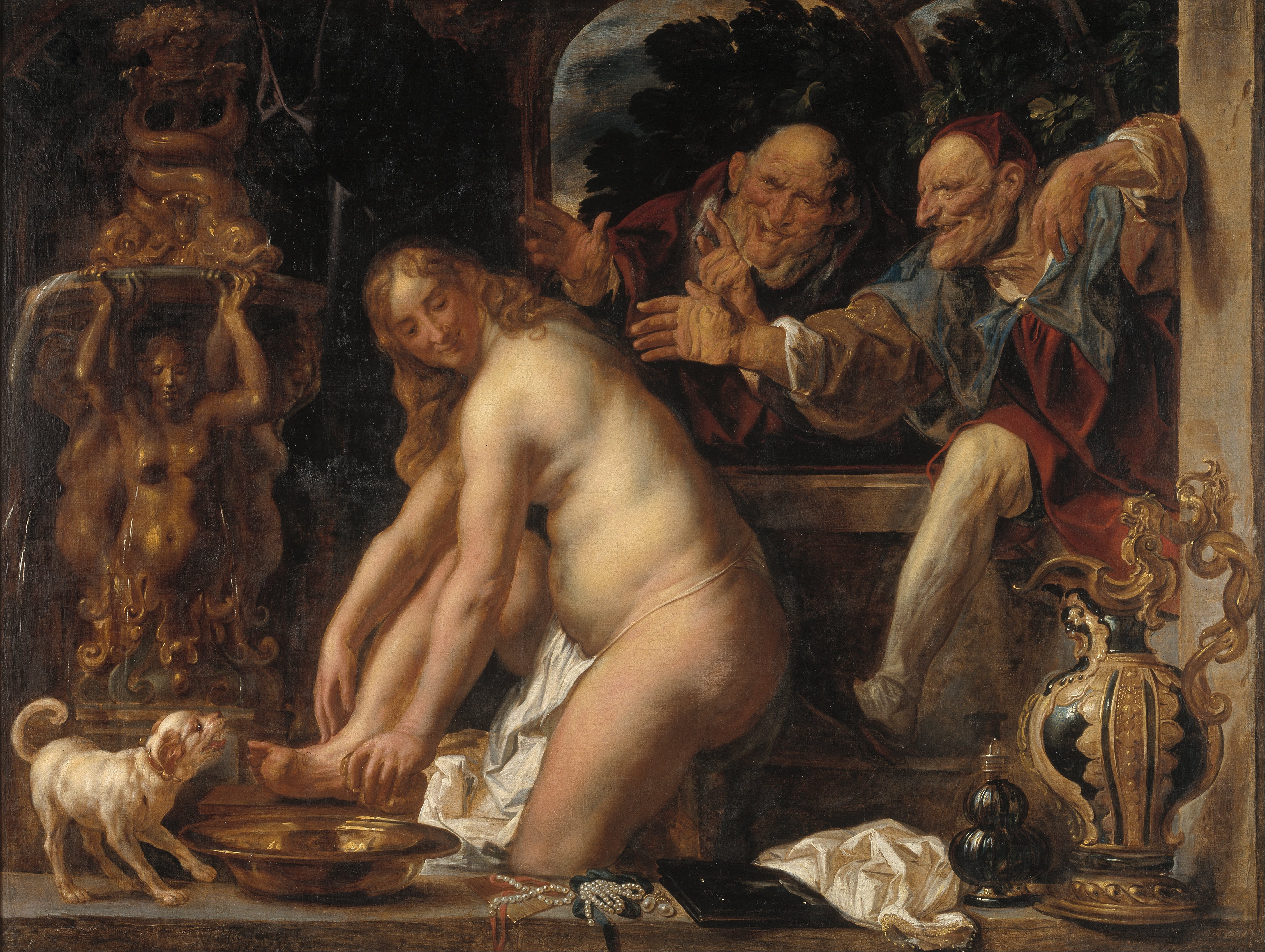

욕구(欲求·慾求, need) 또는 욕망(欲望, desire)은 생물이 어떠한 혜택을 누리고자 하는 감정으로, 자신에게 부족한 것을 채우기 위한 느낌이 강하다. 시민 윤리에서는 적절한 정도의 욕망은 인간이 살아가는 데에 필수적이지만, 과도한 욕망은 주변인에게 피해를 입히며, 자신 또한 망친다고 이야기 하고 있다. 욕구가 충족되면 만족감과 쾌감을 느끼고, 충족되지 못하면 고통과 불만을 느낀다.

## 욕구의 종류
매슬로우는 다음과 같은 5단계의 욕구가 있다고 생각했다.
- 제1수준: 기아나 갈증 등의 생리적 욕구
- 제2수준: 육체의 위험을 피하려는 안전욕구
- 제3수준: 가까운 대인관계를 원하는 소속·애정욕구
- 제4수준: 자기존중과 사회적 인정을 원하는 존중욕구
- 제5수준: 일을 성취하려는 자아실현욕구

-인간은 먼저 가장 낮은 차원의 기본적 욕구를 충족시킬 필요가 있으며 그것이 충족된 후에 점차 고차원의 욕구가 나타난다.
일반적으로 인간과 다른 동물에 공통되는 욕구는 기본적인 것으로 간주되며 생물학적 욕구라고 불린다. 이 ‘생물학적 욕구’에는 기아욕구, 갈증욕구, 성(性)욕구, 수유(授乳)욕구, 양육(養育)욕구, 소아적 의존(小兒的依存)욕구, 주거작성(住居作成)·사용(使用) 욕구, 일반활동욕구, 일반탐색욕구, 휴식·수면욕구, 배설욕구, 유희(遊戱)·심미(審美)욕구 등 적극적 욕구와, 공포(손상회피)·공격(장해회피)·군거성(독립회피) 등 소극적 구(혐오)가 있다.
이러한 욕구들은 물론 자급자족이 불가능하여 사회생활을 하는 가운데서 충족되어야 한다. 그래서 인간은 각양각색의 사회적 기술을 고안하고 사용한다. 이것이 일반적으로 ‘사회적 욕구’라고 불리는 욕구이며 1) 지배·경쟁·청구·원조의뢰 등의 자기주장욕구, 2) 굴복·증여 등의 자기비하(卑下)욕구, 3) 모방·상호원조·협동작업 등의 집단화욕구, 4) 집단에 대한 충성심 등의 집단주장 욕구로 세분된다.

## 같이 보기
- 금욕
- 욕구불만